# Isops jousseaumei
Isops jousseaumei är en svampdjursart som beskrevs av Topsent 1906. Isops jousseaumei ingår i släktet Isops och familjen Geodiidae.
Artens utbredningsområde är Röda havet. Inga underarter finns listade i Catalogue of Life.